# Notiphila exotica
Notiphila exotica är en tvåvingeart som beskrevs av Christian Rudolph Wilhelm Wiedemann 1830. Notiphila exotica ingår i släktet Notiphila och familjen vattenflugor.
Artens utbredningsområde är Uruguay. Inga underarter finns listade i Catalogue of Life.